# 히가시노 게이고
히가시노 게이고(일본어: 東野 圭吾, 1958년 2월 4일 ~ )는 일본의 소설가이다. 오사카 출신으로 오사카 부립대학 전기공학과 졸업 후 일본전장주식회사에서 엔지니어로 근무하며 추리 소설을 저술하였다. 1985년 《방과 후》로 제31회 에도가와 란포상을 수상하며 작가로 데뷔하였다. 이후 퇴직 후 도쿄로 올라와, 작가로 전념하고 있다. 그의 소설은 추리, 느와르급 서스펜스, 패러디, 엔터테인먼트 등 다채로운 분야에서 다양하게 있다. 또 원자력 발전이나 뇌 이식과 같이 과학적 소재를 다룬 소설도 여러 편 있다.
1999년 《비밀》로 제52회 일본 추리 작가 협회상 장편부문을, 2006년 《용의자 X의 헌신》으로 제6회 본격 미스터리 대상 소설부문과 제134회 나오키상을 수상하였다.
《용의자 X의 헌신》이 한국에 출간된 이후 한국 독자들에게 큰 인기를 얻어 점점 더 많은 작품이 한국에 출간되고 있다. 또 SM픽쳐스가 《백야행》, 프라임 엔테테인먼트가 《분신》의 영화화 판권을 구입한 상태이다. 히가시노 게이고는 현재 미야베 미유키, 온다 리쿠와 더불어 한국에서 가장 인기 있는 일본의 추리 소설 작가이다. 한국에서는 도서출판 재인과 현대문학, 랜덤하우스 코리아 등이 출판을 하고 있다.

## 작품

### 소설
| 제목                                                                   | 발표        | 대한민국                            | 대한민국               | 대한민국                                 | 대한민국 | 비고                                                                                 |  |
| 제목                                                                   | 발표        | 출간일                              | 옮긴이                 | 출판사                                   | 기타 | 비고                                                                                 |  |
| ---------------------------------------------------------------------- | ----------- | ----------------------------------- | ---------------------- | ---------------------------------------- | --- | ------------------------------------------------------------------------------------ |  |
| 방과 후 放課後                                                         | 1985년 9월  | 2007년 7월 (재판 : 2019년 7월 10일) | 구혜영 (재판 : 양윤옥) | 창해 (재판 : 소미미디어)                 | 1. 437쪽, ISBN 978-89-7919-768-6 재판 1. 392쪽, ISBN 9791163898078 |                                                                                      |  |
| 졸업: 설월화 살인 게임 卒業―雪月花殺人ゲーム                           | 1986년 5월  | 2009년 6월                          | 양윤옥                 | 현대문학                                 | 1. 408쪽, ISBN 978-89-7275-436-7 | 가가 형사 시리즈 1                                                                   |  |
| 백마산장 살인사건 白馬山荘殺人事件 → 하쿠바산장 살인사건               | 1986년 8월  | 2008년 6월 (재판 : 2020년 4월)      | 민경욱                 | 랜덤하우스코리아 (재판 : 알에이치코리아) | 1. 336쪽, ISBN 978-89-255-1970-8 재판 1. 376쪽, ISBN 978-89-255-6913-0 |                                                                                      |  |
| 학생가의 살인 学生街の殺人                                             | 1987년 6월  | 2014년 8월                          | 김난주                 | 재인                                     | 1. 571쪽, ISBN 978-89-90982-54-4 |                                                                                      |  |
| 11문자 살인사건 11文字の殺人                                           | 1987년 12월 | 2007년 7월 ( 재판 : 2018년 7월)     | 민경욱                 | 랜덤하우스코리아 (재판 : 알에이치코리아) | 1. 304쪽, ISBN 978-89-255-1123-8 재판 1. 344쪽, ISBN 978-89-2556-377-0 |                                                                                      |  |
| 마구 魔球                                                              | 1988년 7월  | 2011년 12월                         | 이혁재                 | 재인                                     | 1. 395쪽, ISBN 978-89-90982-45-2 |                                                                                      |  |
| 그녀는 다 계획이 있다 ウインクで乾杯                                   | 1988년 10월 | 2021년 2월                          | 양윤옥                 | 하빌리스                                 | 1. 380쪽, ISBN 979-1-136-26447-3 |                                                                                      |  |
| 오사카 소년 탐정단 浪花少年探偵團                                      | 1988년 12월 | 2015년 2월                          | 김난주                 | 재인                                     | 1. 344쪽, ISBN 978-89-90982-59-9 | 시노부 선생님 시리즈 1                                                               |  |
| 십자 저택의 피에로 十字屋敷のピエロ                                    | 1989년 1월  | 2014년 8월                          | 김난주                 | 재인                                     | 1. 387쪽, ISBN 978-89-90982-55-1 |                                                                                      |  |
| 조인계획 鳥人計画                                                      | 1989년 5월  | 2022년 2월                          | 양윤옥                 | 현대문학                                 | 1. 432쪽, ISBN 979-11-6790-086-9 |                                                                                      |  |
| 잠자는 숲 眠りの森                                                     | 1989년 5월  | 2009년 6월                          | 양윤옥                 | 현대문학                                 | 1. 348쪽, ISBN 978-89-7275-437-4 | 가가 형사 시리즈 2                                                                   |  |
| 살인현장은 구름 위 殺人現場は雲の上                                    | 1989년 8월  | 2019년 6월                          | 김난주                 | 재인                                     | 1. 276쪽, ISBN 978-89-9098-281-0 | 단편집                                                                               |  |
| 브루투스의 심장 ブルータスの心臓                                       | 1989년 10월 | 2007년 7월 (재판 : 2018년11월)      | 민경욱                 | 랜덤하우스코리아                         | 1. 392쪽, ISBN 978-89-255-1124-5 |                                                                                      |  |
| 탐정 클럽 探偵倶楽部                                                   | 1990년 4월  | 2010년 10월                         | 양억관                 | 노블마인                                 | 1. 408쪽, ISBN 978-89-01-11283-1 | 단편집                                                                               |  |
| 숙명 宿命                                                              | 1990년 6월  | 2007년 5월 (재판 : 2020년 5월)      | 구혜영 (재판 : 권남희) | 창해 (재판 : 소미미디어)                 | 1. 455쪽, ISBN 978-89-7919-766-2 재판 1. 404쪽, ISBN 979-11-6507-725-9 |                                                                                      |  |
| 범인 없는 살인의 밤 犯人のいない殺人の夜                               | 1990년 7월  | 2009년 4월 (재판 : 2017년 7월)      | 윤성원                 | 랜덤하우스코리아                         | 1. 352쪽, ISBN 978-89-255-3217-2 재판 1. 340쪽, ISBN 978-89-255-6194-3 | 단편집                                                                               |  |
| 가면산장 살인사건 仮面山荘殺人事件                                     | 1990년 12월 | 2014년 9월                          | 김난주                 | 재인                                     | 1. 336쪽, ISBN 978-89-90982-57-5 |                                                                                      |  |
| 변신 変身                                                              | 1991년 1월  | 2005년 7월                          | 이선희                 | 창해                                     | 1. 450쪽, ISBN 978-89-7919-685-6 |                                                                                      |  |
| 회랑정 살인사건 回廊亭殺人事件                                         | 1991년 7월  | 2008년 3월 (재판 : 2020년 8월)      | 임경화                 | 랜덤하우스코리아 (재판 : 알에이치코리아) | 1. 328쪽, ISBN 978-89-255-1865-7 재판 1. 324쪽, ISBN 978-89-255-9277-0 |                                                                                      |  |
| 교통경찰의 밤 交通警察の夜                                             | 1992년 1월  | 2010년 1월 (재판 : 2019년 11월)     | 이선희 (재판 : 양윤옥) | 바움 (재판 : 하빌리스)                   | 1. 280쪽, ISBN 978-89-5883-076-4 재판 1. 292쪽, ISBN 979-11-362-1618-2 |                                                                                      |  |
| 눈에 갇힌 외딴 산장에서 ある閉ざされた雪の山荘で                       | 1992년 3월  | 2023년 7월                          | 김난주                 | 재인                                     | 1. 344쪽, ISBN 979-11-92483-19-1 |                                                                                      |  |
| 아름다운 흉기 美しき凶器                                               | 1992년 10월 | 2008년 11월 (재판 : 2018년 3월)     | 민경욱                 | 랜덤하우스코리아                         | 1. 392쪽, ISBN 978-89-255-3094-9 재판 1. 384쪽, ISBN 978-89-255-6320-6 |                                                                                      |  |
| 동급생 同級生                                                          | 1993년 2월  | 2008년 9월 (재판 : 2019년 10월)     | 신경립 (재판 : 민경욱) | 창해 (재판 : 소미미디어)                 | 1. 399쪽, ISBN 978-89-7919-818-8 재판 1. 364쪽, ISBN 979-1-165-07101-1 |                                                                                      |  |
| 레몬 → 분신 分身                                                       | 1993년 9월  | 2005년 12월 (재판 : 2019년 12월)    | 권일영 (재판 : 김난주) | 노블하우스 (재판 : 재인)                 | 1. 432쪽, ISBN 978-89-255-0055-3 재판 1. 576쪽, ISBN 978-89-90982-83-4 |                                                                                      |  |
| 시노부 선생님, 안녕! しのぶセンセにサヨナラ                            | 1993년 12월 | 2015년 8월                          | 김난주                 | 재인                                     | 1. 360쪽, ISBN 978-89-90982-60-5 | 시노부 선생님 시리즈 2                                                               |  |
| 수상한 사람들 怪しい人びと                                             | 1994년 2월  | 2009년 7월 (재판 : 2017년 3월)      | 윤성원                 | 랜덤하우스코리아                         | 1. 280쪽, ISBN 978-89-255-3330-8 | 단편집                                                                               |  |
| 옛날에 내가 죽은 집 むかし僕が死んだ家                                 | 1994년 5월  | 2008년 11월                         | 이영미                 | 창해                                     | 1. 328쪽, ISBN 978-89-7919-847-8 |                                                                                      |  |
| 무지개를 연주하는 소년 虹を操る少年                                    | 1994년 8월  | 2014년 9월                          | 김난주                 | 재인                                     | 1. 383쪽, ISBN 978-89-90982-56-8 |                                                                                      |  |
| 패럴렐 월드 러브 스토리 パラレルワ-ルド.ラブスト-リ-                   | 1995년 2월  | 2014년 5월                          | 김난주                 | 재인                                     | 1. 478쪽, ISBN 978-89-90982-53-7 |                                                                                      |  |
| 괴소소설 怪笑小説                                                      | 1995년 10월 | 2007년 9월                          | 이선희                 | 바움                                     | 1. 281쪽, ISBN 978-89-5883-046-7 | 웃음소설 시리즈 1, 단편집                                                            |  |
| 천공의 벌 天空の蜂                                                     | 1995년 11월 | 2016년 9월                          | 김난주                 | 재인                                     | 1. 676쪽, ISBN 978-89-9098-266-7 |                                                                                      |  |
| 명탐정의 규칙 名探偵の掟                                               | 1996년 2월  | 2010년 4월                          | 이혁재                 | 바움                                     | 1. 372쪽, ISBN 978-89-90982-37-7 |                                                                                      |  |
| 둘 중 누군가 그녀를 죽였다 どちらかが彼女を殺した                      | 1996년 6월  | 2009년 6월                          | 양윤옥                 | 현대문학                                 | 1. 356쪽, ISBN 978-89-7275-438-1 | 가가 형사 시리즈 3                                                                   |  |
| 독소소설 毒笑小説                                                      | 1996년 7월  | 2007년 8월                          | 이선희                 | 바움                                     | 1. 319쪽, ISBN 978-89-5883-045-0 | 웃음소설 시리즈 2, 단편집                                                            |  |
| 악의 悪意                                                              | 1996년 9월  | 2008년 7월                          | 양윤옥                 | 현대문학                                 | 1. 355쪽, ISBN 978-89-7275-419-0 | 가가 형사 시리즈 4                                                                   |  |
| 명탐정의 저주 名探偵の呪縛                                             | 1996년 10월 | 2011년 3월                          | 이혁재                 | 재인                                     | 1. 328쪽, ISBN 978-89-90982-42-1 |                                                                                      |  |
| 탐정 갈릴레오 探偵ガリレオ                                             | 1998년 5월  | 2008년 6월                          | 양억관                 | 재인                                     | 1. 352쪽, ISBN 978-89-90982-27-8 | 갈릴레오 시리즈 1, 단편집                                                            |  |
| 비밀 秘密                                                              | 1998년 9월  | 1999년 6월 (재판 : 2002년 10월)     | 이선희                 | 창해                                     | 1. 278쪽, ISBN 978-89-7919-131-8 2. 268쪽, ISBN 978-89-7919-132-5 재판 1. 278쪽, ISBN 978-89-7919-395-4 2. 268쪽, ISBN 978-89-7919-396-1                                                        | 제52회 일본 추리 소설 협회상 장편 부문 수상작                                        |  |
| 내가 그를 죽였다 私が彼を殺した                                        | 1999년 2월  | 2009년 6월                          | 양윤옥                 | 현대문학                                 | 1. 373쪽, ISBN 978-89-7275-439-8 | 가가 형사 시리즈 5                                                                   |  |
| 백야행 白夜行                                                          | 1999년 8월  | 2000년 11월 (재판 : 2016년 4월)     | 정태원 (재판 : 김난주) | 태동출판사 (재판 : 재인)                 | 1. 1권 304쪽, ISBN 978-89-8497-024-3 2. 2권 280쪽, ISBN 978-89-8497-025-0 3. 3권 280쪽, ISBN 978-89-8497-026-7 재판 1. 1권, 592쪽, ISBN 978-89-90982-61-2 2. 2권, 536쪽, ISBN 978-89-90982-62-9 |                                                                                      |  |
| 거짓말, 딱 한 개만 더 噓をもうひとつだけ                               | 2000년 4월  | 2009년 6월                          | 양윤옥                 | 현대문학                                 | 1. 263쪽, ISBN 978-89-7275-440-4 | 가가 형사 시리즈 6, 단편집                                                           |  |
| 예지몽 予知夢                                                          | 2000년 6월  | 2009년 3월                          | 양억관                 | 재인                                     | 1. 292쪽, ISBN 978-89-90982-31-5 | 갈릴레오 시리즈 2, 단편집                                                            |  |
| 짝사랑 片想い → 아내를 사랑한 여자                                     | 2001년 3월  | 2003년 7월 (재판 : 2006년 5월)      | 이선희                 | 창해                                     | 1. 320쪽, ISBN 978-89-7919-465-4 2. 320쪽, ISBN 978-89-7919-466-1 재판 1. 706쪽, ISBN 978-89-7919-718-1                                                                                         |                                                                                      |  |
| 추리소설가의 살인사건 超·殺人事件                                      | 2001년 6월  | 2020년 10월                         | 민경욱                 | 소미미디어                               | 1. 288쪽, ISBN 979-11-6611-198-3 | 단편집                                                                               |  |
| 호숫가 살인사건 レイクサイド                                           | 2002년 3월  | 2005년 8월                          | 권일영                 | 노블하우스                               | 1. 301쪽, ISBN 978-89-91207-45-5 |                                                                                      |  |
| 도키오 トキオ → 아들 도키오                                            | 2002년 7월  | 2008년 10월 (재판 : 2020년 4월)     | 오근영 (재판 : 문승준) | 창해 (재판 : 비채)                       | 1. 480쪽, ISBN 978-89-7919-840-9 재판 1. 472쪽, ISBN 978-89-349-7705-6 |                                                                                      |  |
| 게임의 이름은 유괴 ゲームの名は誘拐                                    | 2002년 11월 | 2005년 6월 (재판 : 2017년 11월)     | 권일영                 | 노블하우스 (재판 : 알에이치코리아)       | 1. 320쪽, ISBN 978-89-255-0032-4 재판 1. 379쪽, ISBN 978-89-255-6252-0 |                                                                                      |  |
| 편지 手紙                                                              | 2003년 3월  | 2006년 11월                         | 권일영                 | 랜덤하우스코리아                         | 1. 416쪽, ISBN 978-89-255-0344-8 |                                                                                      |  |
| 비정근 おれは非情勤                                                    | 2003년 5월  | 2013년 7월                          | 김소영                 | 살림출판사                               | 1. 280쪽, ISBN 978-89-522-2433-0 |                                                                                      |  |
| 살인의 문 殺人の門                                                     | 2003년 9월  | 2018년 8월                          | 이혁재                 | 재인                                     | 1. 1권, 364쪽, ISBN 978-89-90982-72-8 2. 2권, 352쪽, ISBN 978-89-90982-73-5 |                                                                                      |  |
| 환야 幻夜                                                              | 2004년 1월  | 2006년 9월 (재판 : 2009년 9월)      | 권일영                 | 랜덤하우스코리아                         | 1. 408쪽, ISBN 978-89-255-0073-7 2. 368쪽, ISBN 978-89-255-0074-4 재판 1. 476쪽, ISBN 978-89-255-0073-7 2. 424쪽, ISBN 978-89-255-0074-4                                                        |                                                                                      |  |
| 방황하는 칼날 さまよう刃                                               | 2004년 12월 | 2008년 2월                          | 이선희                 | 바움                                     | 1. 544쪽, ISBN 978-89-5883-055-9 |                                                                                      |  |
| 흑소소설 黒笑小説                                                      | 2005년 4월  | 2007년 8월                          | 이선희                 | 바움                                     | 1. 299쪽, ISBN 978-89-5883-044-3 | 웃음소설 시리즈 3, 단편집                                                            |  |
| 용의자 X의 헌신 容疑者Xの献身                                          | 2005년 8월  | 2006년 8월 (재판 : 2017년 8월)      | 양억관                 | 현대문학                                 | 1. 406쪽, ISBN 978-89-7275-369-8 재판 1. 448쪽, ISBN 978-89-9098-270-4 | 갈릴레오 시리즈 3, 제6회 본격 미스테리 대상 소설 부문, 제134회 나오키 상 수상작      |  |
| 붉은 손가락 赤い指                                                     | 2006년 7월  | 2007년 7월                          | 양윤옥                 | 현대문학                                 | 1. 291쪽, ISBN 978-89-7275-394-0 | 가가 형사 시리즈 7                                                                   |  |
| 사명과 영혼의 경계 使命と魂のリミット                                  | 2006년 12월 | 2007년 10월 (재판 : 2013년 7월)     | 오근영 (재판 : 송태욱) | 대교베텔스만 (재판 : 현대문학)           | 1. 520쪽, ISBN 978-89-5759-329-5 재판 1. 508쪽, ISBN 978-89-7275-675-0 |                                                                                      |  |
| 새벽 거리에서 夜明けの街で                                             | 2007년 6월  | 2011년 9월                          | 양억관                 | 재인                                     | 1. 420쪽, ISBN 978-89-90982-44-5 |                                                                                      |  |
| 다잉 아이 ダイイング.アイ                                              | 2007년 11월 | 2010년 7월                          | 김난주                 | 재인                                     | 1. 436쪽, ISBN 978-89-90982-40-7 |                                                                                      |  |
| 유성의 인연 流星の絆                                                   | 2008년 3월  | 2009년 1월 (재판 : 2020년 1월)      | 양윤옥                 | 현대문학                                 | 1. 288쪽, ISBN 978-89-7275-428-2 2. 288쪽, ISBN 978-89-7275-429-9 재판 1. 312쪽, ISBN 978-89-7275-149-6 2. 312쪽, ISBN 978-89-7275-150-2                                                        |                                                                                      |  |
| 갈릴레오의 고뇌 ガリレオの苦悩                                         | 2008년 10월 | 2010년 11월                         | 양억관                 | 재인                                     | 1. 408쪽, ISBN 978-89-90982-39-1 | 갈릴레오 시리즈 4, 단편집                                                            |  |
| 성녀의 구제 聖女の救濟                                                 | 2008년 10월 | 2009년 12월                         | 김난주                 | 재인                                     | 1. 464쪽, ISBN 978-89-90982-36-0 | 갈릴레오 시리즈 5                                                                    |  |
| 패러독스 13 パラドックス13                                             | 2009년 4월  | 2012년 10월                         | 이혁재                 | 재인                                     | 1. 536쪽, ISBN 978-89-90982-48-3 |                                                                                      |  |
| 신참자 新參者                                                          | 2009년 9월  | 2012년 3월                          | 김난주                 | 재인                                     | 1. 396쪽, ISBN 978-89-90982-46-9 | 가가 형사 시리즈 8                                                                   |  |
| 뻐꾸기 알은 누구의 것인가 カッコウの卵は誰のもの                       | 2010년 1월  | 2013년 11월                         | 김난주                 | 재인                                     | 1. 424쪽, ISBN 978-89-90982-50-6 |                                                                                      |  |
| 플래티나 데이터 プラチナデータ → 미등록자                              | 2010년 6월  | 2011년 1월 (재판 : 2018년 10월)     | 이정환                 | 서울문화사 (재판 : 비채)                 | 1. 512쪽, ISBN 978-89-263-9055-9 재판 1. 450쪽, ISBN 978-89-349-8296-8 |                                                                                      |  |
| 백은의 잭 白銀ジャック                                                 | 2010년 10월 | 2011년 10월                         | 한성례                 | 씨엘북스                                 | 1. 446쪽, ISBN 978-89-967331-2-6 | 스키장 1                                                                             |  |
| 그 무렵 누군가 あの頃の誰                                              | 2011년 1월  | 2014년 4월                          | 이혁재                 | 재인                                     | 1. 336쪽, ISBN 978-89-90982-52-0 | 단편집                                                                               |  |
| 기린의 날개 麒麟の翼                                                   | 2011년 3월  | 2017년 2월                          | 김난주                 | 재인                                     | 1. 420쪽, ISBN 978-89-90982-67-4 | 가가 형사 시리즈 9                                                                   |  |
| 한여름의 방정식 眞夏の方程式                                           | 2011년 6월  | 2014년 3월                          | 이혁재                 | 재인                                     | 1. 551쪽, ISBN 978-89-90982-51-3 | 갈릴레오 시리즈 6                                                                    |  |
| 매스커레이드 호텔 マスカレード・ホテル                                 | 2011년 9월  | 2012년 7월                          | 양윤옥                 | 현대문학                                 | 1. 504쪽, ISBN 978-89-7275-612-5 | 가면무도회 1                                                                         |  |
| 왜소소설 歪笑小説                                                      | 2012년 1월  | 2021년 1월                          | 이혁재                 | 재인                                     | 1. 434쪽, ISBN 978-89-9098-291-9 | 웃음소설 시리즈 4, 단편집                                                            |  |
| 나미야 잡화점의 기적 ナミヤ雑貨店の奇蹟                                | 2012년 3월  | 2012년 12월                         | 양윤옥                 | 현대문학                                 | 1. 456쪽, ISBN 978-89-7275-619-4 | 제7회 일본 중앙공론문예상 수상작                                                     |  |
| 허상의 광대 虚像の道化師                                               | 2012년 8월  | 미출간                              | 미출간                 | 미출간                                   | 미출간 | 갈릴레오 시리즈 7, 단편 4편 수록, 2015년 개정 재출간                                 |  |
| 금단의 마술 禁断の魔術                                                 | 2012년 10월 | 미출간                              | 미출간                 | 미출간                                   | 미출간 | 갈릴레오 시리즈 8, 단편 4편 수록, 2015년 개정 재출간                                 |  |
| 몽환화 夢幻花                                                          | 2013년 4월  | 2014년 5월                          | 민경욱                 | 비채                                     | 1. 428쪽, ISBN 979-1-185-01451-7 |                                                                                      |  |
| 기도의 막이 내릴 때 祈りの幕が下りる時                                 | 2013년 9월  | 2019년 8월                          | 김난주                 | 재인                                     | 1. 484쪽, ISBN 978-89-9098-278-0 | 가가 형사 시리즈 10                                                                  |  |
| 질풍론도 疾風ロンド → 화이트 러시                                      | 2013년 11월 | 2014년 1월 (재판 : 2023년 1월)      | 권남희 (재판 : 민경욱) | 박하 (재판 : 소미미디어)                 | 1. 370쪽, ISBN 978-89-6570-186-6 재판 1. 348쪽, ISBN 979-1-138-41547-7 | 스키장 2                                                                             |  |
| 공허한 십자가 虛ろな十字架                                             | 2014년 5월  | 2014년 9월                          | 이선희                 | 자음과모음                               | 1. 390쪽, ISBN 978-89-5707-815-0 |                                                                                      |  |
| 매스커레이드 이브 マスカレード・イブ                                   | 2014년 8월  | 2015년 8월                          | 양윤옥                 | 현대문학                                 | 1. 344쪽, ISBN 978-89-7275-746-7 | 가면무도회 2                                                                         |  |
| 허상의 어릿광대 虚像の道化師                                           | 2015년 3월  | 2021년 12월                         | 김난주                 | 재인                                     | 1. 552쪽, ISBN 978-89-90982-94-0 | 개정판, 단편 7편 수록                                                                |  |
| 라플라스의 마녀 ラプラスの魔女                                         | 2015년 5월  | 2016년 1월                          | 양윤옥                 | 현대문학                                 | 1. 524쪽, ISBN 978-89-7275-757-3 | 라플라스의 마녀 시리즈 1                                                             |  |
| 금단의 마술 禁断の魔術                                                 | 2015년 6월  | 2022년 2월                          | 김난주                 | 재인                                     | 1. 344쪽, ISBN 979-11-9248-320-7 | 개정판, 장편 소설화                                                                  |  |
| 인어가 잠든 집 人魚の眠る家                                            | 2015년 11월 | 2019년 2월                          | 김난주                 | 재인                                     | 1. 508쪽, ISBN 978-89-90982-77-3 |                                                                                      |  |
| 위험한 비너스 危険なビーナス                                           | 2016년 8월  | 2017년 6월                          | 양윤옥                 | 현대문학                                 | 1. 488쪽, ISBN 978-89-7275-824-2 |                                                                                      |  |
| 연애의 행방 恋のゴンドラ                                               | 2016년 11월 | 2018년 1월                          | 양윤옥                 | 소미미디어                               | 1. 312쪽, ISBN 979-11-6190-353-8 |                                                                                      |  |
| 눈보라 체이스 雪煙チェイス                                             | 2016년 11월 | 2018년 1월                          | 양윤옥                 | 소미미디어                               | 1. 368쪽, ISBN 979-11-6190-284-5 | 스키장 3                                                                             |  |
| 그대 눈동자에 건배 素敵な日本人                                        | 2017년 3월  | 2017년 11월                         | 양윤옥                 | 현대문학                                 | 1. 348쪽, ISBN 978-89-7275-842-6 | 단편집                                                                               |  |
| 매스커레이드 나이트 マスカレード・ナイト                               | 2017년 9월  | 2018년 8월                          | 양윤옥                 | 현대문학                                 | 1. 556쪽, ISBN 978-89-7275-899-0 | 가면무도회 3                                                                         |  |
| 마력의 태동 魔力の胎動                                                 | 2018년 3월  | 2019년 1월                          | 양윤옥                 | 현대문학                                 | 1. 362쪽, ISBN 978-89-7275-954-6 | 라플라스의 마녀 시리즈 2(프리퀄)                                                     |  |
| 침묵의 퍼레이드 沈默のパレ-ド                                          | 2018년 10월 | 미출간                              | 미출간                 | 미출간                                   | 미출간 | 갈릴레오 시리즈 9                                                                    |  |
| 희망의 끈 希望の糸                                                     | 2019년 7월  | 2022년 11월                         | 김난주                 | 재인                                     | 1. 468쪽, ISBN 979-1-192-48314-6 | 가가 형사 시리즈 스핀오프                                                            |  |
| 녹나무의 파수꾼 クスノキの番人                                         | 2020년 3월  | 2020년 3월                          | 양윤옥                 | 소미미디어                               | 1. 556쪽, ISBN 979-11-6507-506-4 | 녹나무 시리즈 1                                                                      |  |
| 블랙 쇼맨과 이름 없는 마을의 살인 ブラック.ショ-マンと名もなき町の殺人 | 2020년 11월 | 2020년 11월                         | 최고은                 | 알에이치코리아                           | 1. 528쪽, ISBN 978-89-255-9171-1 | 블랙 쇼맨 시리즈 1                                                                   |  |
| 백조와 박쥐 白鳥とコウモリ                                             | 2021년 4월  | 2021년 8월                          | 양윤옥                 | 현대문학                                 | 1. 568쪽, ISBN 979-11-90885-92-8 |                                                                                      |  |
| 투명한 나선 透明な螺旋                                                 | 2021년 9월  | 미출간                              | 미출간                 | 미출간                                   | 미출간 | 갈릴레오 시리즈 10                                                                   |  |
| 블랙 쇼맨과 환상의 여자                                                |             | 2023년 4월                          | 최고은                 | 알에이치코리아                           | 1. 232쪽, ISBN 978-89-255-7663-3 | 블랙 쇼맨 시리즈 2, 단편집, 국내 단독선출간, 《블랙 쇼맨과 각성하는 여자들》 중 일부 |  |
| 매스커레이드 게임 マスカレ-ド.ゲ-ム                                    | 2022년 4월  | 2023년 6월                          | 양윤옥                 | 현대문학                                 | 1. 427쪽, ISBN 979-11-6790-199-6 | 가면무도회 4                                                                         |  |
| 마녀와 보낸 7일간 魔女と過ごした七日間                                 | 2023년 3월  | 2024년 6월                          | 양윤옥                 | 현대문학                                 | 1. 460쪽, ISBN 979-11-6790-257-3 | 라플라스의 마녀 시리즈 3                                                             |  |
| 당신이 누군가를 죽였다 あなたが誰かを殺した                            | 2023년 9월  | 2024년 7월                          | 최고은                 | 북다                                     | 1. 432쪽, ISBN 979-11-7061-1156-1 | 가가 형사 시리즈 11                                                                  |  |
| 블랙 쇼맨과 각성하는 여자들 ブラック.ショ-マンと覺醒する女たち         | 2024년 1월  |                                     |                        |                                          | | 《블랙 쇼맨과 환상의 여자》, 《블랙 쇼맨과 운명의 바퀴》로 나뉘어 국내 출간          |  |
| 블랙 쇼맨과 운명의 바퀴                                                |             | 2024년 3월                          | 최고은                 | 알에이치코리아                           | 1. 292쪽, ISBN 978-89-2557-536-0 | 블랙 쇼맨 시리즈 3, 단편집, 《블랙 쇼맨과 각성하는 여자들》 중 일부                  |  |
| 녹나무의 여신 クスノキの女神                                           | 2024년 5월  | 2024년 5월                          | 양윤옥                 | 소미미디어                               | 1. 400쪽, ISBN 979-11-3848-304-9 | 녹나무 시리즈 2                                                                      |  |

### 동화
- 2002년 12월, 《산타 아줌마(サンタのおばさん, 2001)》

스기타히로미(杉田比呂美) 그림, 이선희 번역. 창해. 80쪽, ISBN 89-86506-40-8
- 2003년 11월, 《하얀 밤 겨울 이야기》
  - 찰스 디킨스. 〈예수 그리스도의 생애(The Life of Our Lord, 1849)〉
  - 히가시노 게이고, 스기타히로미. 〈산타 아줌마〉

바움. 299쪽, ISBN 89-86506-80-7

### 만화
- 《HEADS》

1. 2004년 11월, 210쪽, ISBN 89-532-5758-1
2. 2004년 12월, 218쪽, ISBN 978-89-5883-044-3
3. 2005년 1월, 202쪽, ISBN 978-89-5883-044-3
4. 2005년 2월, 208쪽, ISBN 978-89-5883-044-3

히가시노 게이고(글), 마세 모토로(그림), 백소용(번역). 서울문화사

## 영상화된 작품

### 드라마
NHK
- 2000년 《나니와 소년탐정단》
- 2001년 《악의》
- 2004년 《도키오, 아버지에게 보내는 전언》 (トキオ 父への伝言), 원작 《도키오》 (トキオ)
- 2011년 《사명과 영혼의 경계》 (使命と魂のリミット)

후지 TV
- 1986년 《방과 후》 (放課後)
- 1990년 《엔들리스 나이트》 (エンドレス ナイト), 원작 《범인이 없는 살인의 밤》 (犯人のいない殺人の夜) 수록
- 1992년 《거울의 안》 (鏡の中) - , 원작 《교통경찰의 밤》 (틀:夜) 수록
- 기묘한 이야기
  - 1999년 《매뉴얼 경찰》 (マニュアル警察), 원작 《독소소설》 (毒笑小説)수록
  - 2003년 《초세금대책살인사건》 (超税金対策殺人事件), 원작 《초 살인사건》 (超 殺人事件)수록
- 2007년 《갈릴레오》, 원작 《탐정 갈릴레오》 (探偵ガリレオ), 《예지몽》 (予知夢)
  - 2008년 《갈릴레오Φ (에피소드 제로)》, 원작 《갈릴레오의 고뇌》 (ガリレオの苦悩) 수록
- 금요 프레스티지 (3주연속 방송)
  - 2011년 《11문자 살인사건》 (11文字の殺人)
  - 2011년 《브루투스의 심장》 (ブル-タスの心臟)
  - 2011년 《회랑정 살인사건》 (回廊亭の殺人)
  - 2012년 《히가시노 게이고 미스터리즈》, 원작 《범인이 없는 살인의 밤》(犯人のいない殺人の夜), 《수상한 사람들》(怪しいひとびと), 《그 무렵의 누군가》(あの頃の誰か) 중에서 11편을 엄선.

TBS
- 2006년 《백야행》
- 2008년 《유성의 인연》
- 2010년 《신참자》
- 2011년 《붉은 손가락: 《신참자》 가가 교이치로 다시 한 번!》
- 2014년 《잠자는 숲:《신참자》》

TV 아사히
- 1993년 《잠자는 숲속의 미녀 살인사건》 (眠りの森の美女殺人事件), 원작 《잠자는 숲》 (眠りの森)
- 2009년 《명탐정의 규칙》 (名探偵の掟)
- 2010년 《비밀》

NTV
- 1989년 《쿄코의 꿈》 (香子の夢)

TV 도쿄
- 2001년 《차가운 작열》 (冷たい灼熱), 원작 《거짓을 또 한번》 (嘘をもうひとつだけ) 수록
- 2002년 《미친 계산》 (狂った計算), 원작 《거짓을 또 한번》 수록
- 2003년 《의뢰인의 딸》 (依頼人の娘), 원작 《탐정클럽》 (探偵倶楽部) 수록

WOWOW
- 2004년 《숙명》 (宿命)
- 2010년 《환야》
- 2012년 《분신》 (分身)

### 영화
- 《비밀》 (1999년)
- 《g@me》 - 2003년, 원작 《게임의 이름은 유괴》
- 《레이크사이드 머더케이스》 - 2004년, 원작 《레이크사이드》
- 《변신》 - 2005년
- 《편지》 - 2006년
- 《더 시크릿》 - 2007년, 프랑스, 원작 《비밀》
- 《용의자 X의 헌신》 - 2008년
- 《방황하는 칼날》 - 2009년
- 《백야행 - 하얀 어둠 속을 걷다》 - 2009년, 한국
- 《백야행》 - 2010년, 일본
- 《새벽 거리에서》 - 2011년, 일본
- 《기린의 날개》 - 2012년, 일본
- 《용의자X》 - 2012년, 한국
- 《플래티나 데이터》 - 2013년, 일본
- 《방황하는 칼날》 - 2014년, 한국
- 《천공의 벌》 - 2016년, 일본
- 《나미야 잡화점의 기적》 - 2018년

1. ↑  2012년판 '허상의 광대'의 단편 4편 전부와 2012년판 '금단의 마술'의 단편 4편중 3편을 합쳐 2015년 3월 문춘문고판 '허상의 광대'로 재출간하였다.
2. ↑  2012년판 '금단의 마술'의 단편 4편중 4번째 단편을 대폭 개정 장편소설화하여 2015년 6월 문춘문고판 '금단의 마술'로 재출간하였다.
3. ↑  2012년판 '허상의 광대'의 단편 4편 전부와 2012년판 '금단의 마술'의 단편 4편중 3편을 합쳐서 재편집한 문고판이다. 나머지 단편 1편은 대폭 개정 장편소설화하여 2015년 6월 문춘문고판 '금단의 마술'로 재출간하였다.
4. ↑  2012년판 '금단의 마술'의 단편 4편중 4번째 단편을 대폭 개정 장편소설화하여 문춘문고판으로 재출간한 것이다.